# Хинтба, Ираклий Ревазович
Ираклий Ревазович Хинтба (род. 29 апреля 1983 года, Сухуми, Абхазская АССР, Грузинская ССР) — абхазский государственный и общественный деятель, Генеральный директор Государственного русского театра драмы имени Ф. А. Искандера, Чрезвычайный и Полномочный Посол Республики Абхазия, Почётный гражданин города Сухум.

## Биография
Ираклий Хинтба родился 29 апреля 1983 г. в г. Сухуми. В 2000 году, окончив с золотой медалью Сухумскую среднюю школу № 10, поступил на отделение политологии факультета гуманитарных и социальных наук Российского университета дружбы народов (РУДН, Москва). В 2006 году получил диплом с отличием магистра политологии и дополнительно диплом переводчика с английского языка. В 2009 году защитил в РУДН диссертацию на соискание учёной степени кандидата политических наук.
В 2006 -2008 годах, одновременно с учёбой в аспирантуре, Ираклий Хинтба работает преподавателем, а затем старшим преподавателем, кафедры политологии и социологии Российского государственного торгово-экономического университета в Москве. С 2008 по 2020 год - преподаватель, старший преподаватель, доцент Абхазского государственного университета. Преподавал углубленный курс политологии и теорию переговорного процесса для студентов отделения международных отношений.
На протяжении семи лет, с 2009 по 2016 год – младший научный сотрудник, затем научный сотрудник Абхазского института гуманитарных исследований им. Д.И. Гулиа Академии Наук Абхазии.
В 2009 - 2011 годах активно занимается исследовательской дефтельностью. Участвует в международных конференциях в России, странах Европы и США, выступает в качестве эксперта по внутренней и внешней политике Абхазии в крупных аналитических центрах мира. Автор более 30 научных работ, опубликованных в абхазских, российских и международных изданиях.
В 2011 году приглашён на государственную службу. Год работает помощником Министра иностранных дел Республики Абхазия, а в 2012 году назначается заместителем Министра иностранных дел Республики Абхазия. Участвует в составе абхазских делегаций во встречах с руководством МИД России, в Женевских международных дискуссиях по безопасности и стабильности в Закавказье. Возглавлял делегацию Республики Абхазия в ходе официального визита в Венесуэлу.
В 2013 году Указом Президента Республики Абхазия А.З.Анкваба Ираклию Хинтба присвоен высший дипломатический ранг «Чрезвычайный и Полномочный Посол Республики Абхазия».
В октябре 2014 года переходит на работу в Администрацию Президента Республики Абхазия и возглавляет вновь созданное Экспертное управление.
24 мая 2016 года Ираклий Хинтба по собственному желанию оставляет должность начальника Экспертного управления Администрации Президента и назначается генеральным директором Государственного русского театра драмы им. Ф.А. Искандера Республики Абхазия. При этом Президент Абхазии оставляет его в должности своего помощника, которую Ираклий Хинтба занимал до января 2020 года.
В кратчайшие сроки Ираклий Хинтба сумел организовать работу по выводу Русского театра Абхазии в число лидеров культурного процесса страны. Уже в декабре 2016 года Министерство культуры Абхазии признало РУСДРАМ, как стало привычно называть театр, "прорывом года". Причины такого стремительного развития театра — наличие понятной концепции у руководства, чёткое формирование репертуарной политики и чуткая реакция на все новое», — сказала министр культуры Эльвира Арсалия. 6 марта 2017 года театру присвоено имя выдающегося русского и абхазского писателя Фазиля Искандера.
За несколько лет руководства Ираклий Хинтба добился коренного переформатирования деятельности театра. Сегодня РУСДРАМ - популярнейшее учреждение культуры страны, любимый зрителями театр, "визитная карточка" Абхазии, имеющий в своем репертуаре 24 спектакля по русской, абхазской и мировой классике и современным произведениям. РУСДРАМ сотрудничает с талантливыми театральным деятелями России и других стран, а сформированная за последние годы труппа театра превратилась в слаженный ансамбль, настоящую коллекцию талантливых индивидуальностей. Театр регулярно выезжает на гастролях, участвует в международных фестивалях. Буквально за два года руководства Ираклия Хинтба посещаемость и сборы театра выросли в 15-20 раз. РУСДРАМ поддерживает активные и плодотворные международные связи.
Ираклий Хинтба медалью МИД Абхазии «За заслуги»; медалями Министерства обороны Республики Абхазия «За боевое содружество» и «За вклад в международное сотрудничество"; медалью Республики Мордовия (РФ) "За межнациональное согласие".
Свободно владеет английским языком.